# Driftwood (film, 1912, Thayer)
Pour les articles homonymes, voir Driftwood (homonymie).
Pour plus de détails, voir Fiche technique et Distribution.
Driftwood est un film muet américain réalisé par Otis Thayer et sorti en 1912.

## Fiche technique
- Titre : Driftwood
- Réalisation : Otis Thayer
- Scénario :
- Photographie :
- Montage :
- Producteur :  William Selig
- Société de production : Selig Polyscope Company
- Société de distribution : General Film Company
- Pays d'origine :  États-Unis
- Langue : film muet avec les intertitres en anglais
- Format : Noir et blanc — 35 mm — 1,33:1 — Muet
- Genre : Film dramatique
- Durée : 10 minutes
- Dates de sortie : 
  -  États-Unis : 9 avril 1912

## Distribution
- Kathlyn Williams : Katherine Dalton
- Myrtle Stedman : Katherine Kent
- William Duncan : Bill Hickey
- William Bernhard : Tim Doolin
- Frank Weed : Abe Ratalski
- Walter Roberts : Mr. George Kent
- Clara Melville : Mme. George Kent
- Rose Evans : Marie Reagan